# Calosoma scrutator
Calosoma scrutator är en skalbaggsart som beskrevs av Fabricius. Calosoma scrutator ingår i släktet Calosoma och familjen jordlöpare. Inga underarter finns listade i Catalogue of Life.

## Bildgalleri

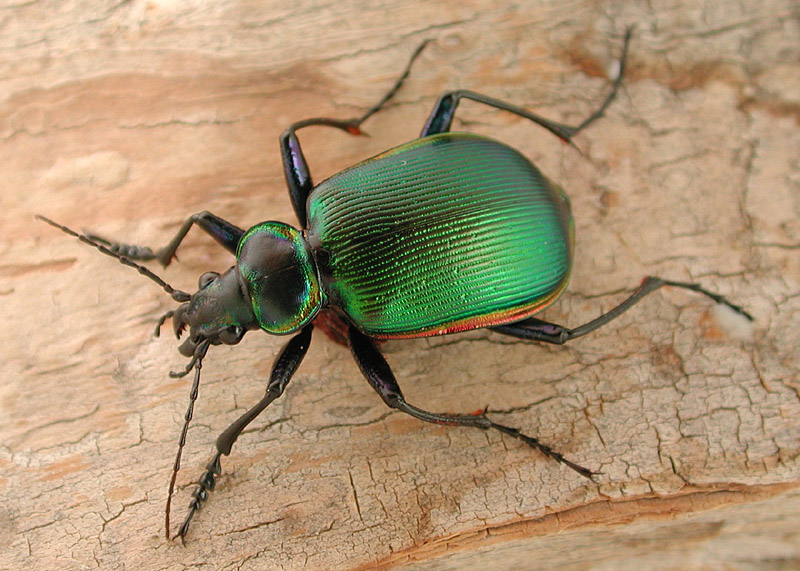